# Cardonville
Cardonville – miejscowość i gmina we Francji, w regionie Normandia, w departamencie Calvados.
Według danych na rok 1990 gminę zamieszkiwały 62 osoby, a gęstość zaludnienia wynosiła 19 osób/km² (wśród 1815 gmin Dolnej Normandii Cardonville plasuje się na 824. miejscu pod względem liczby ludności, natomiast pod względem powierzchni na miejscu 1022.).